# Fontana di Trevi

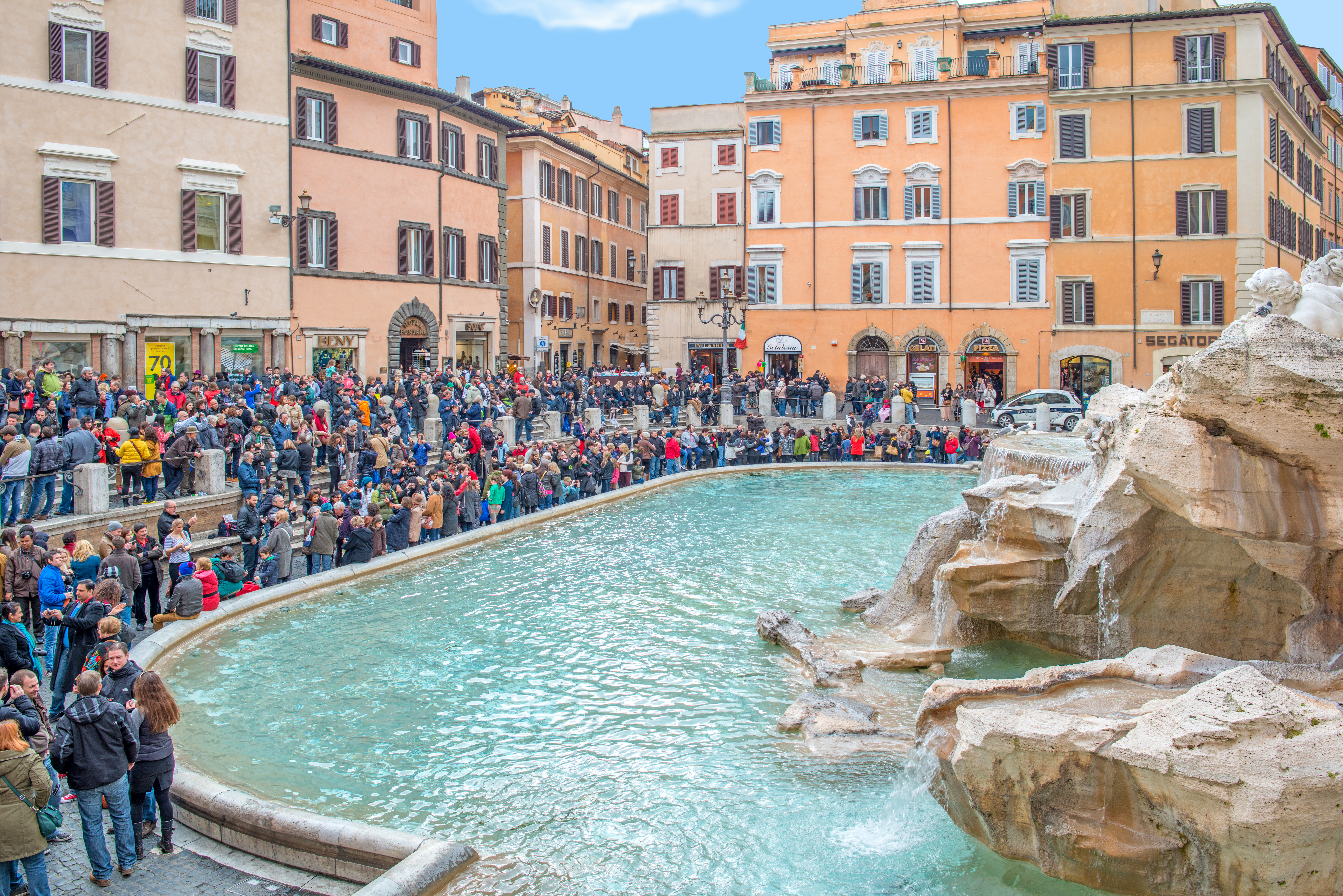
Fontana di Trevi, februari 2013.

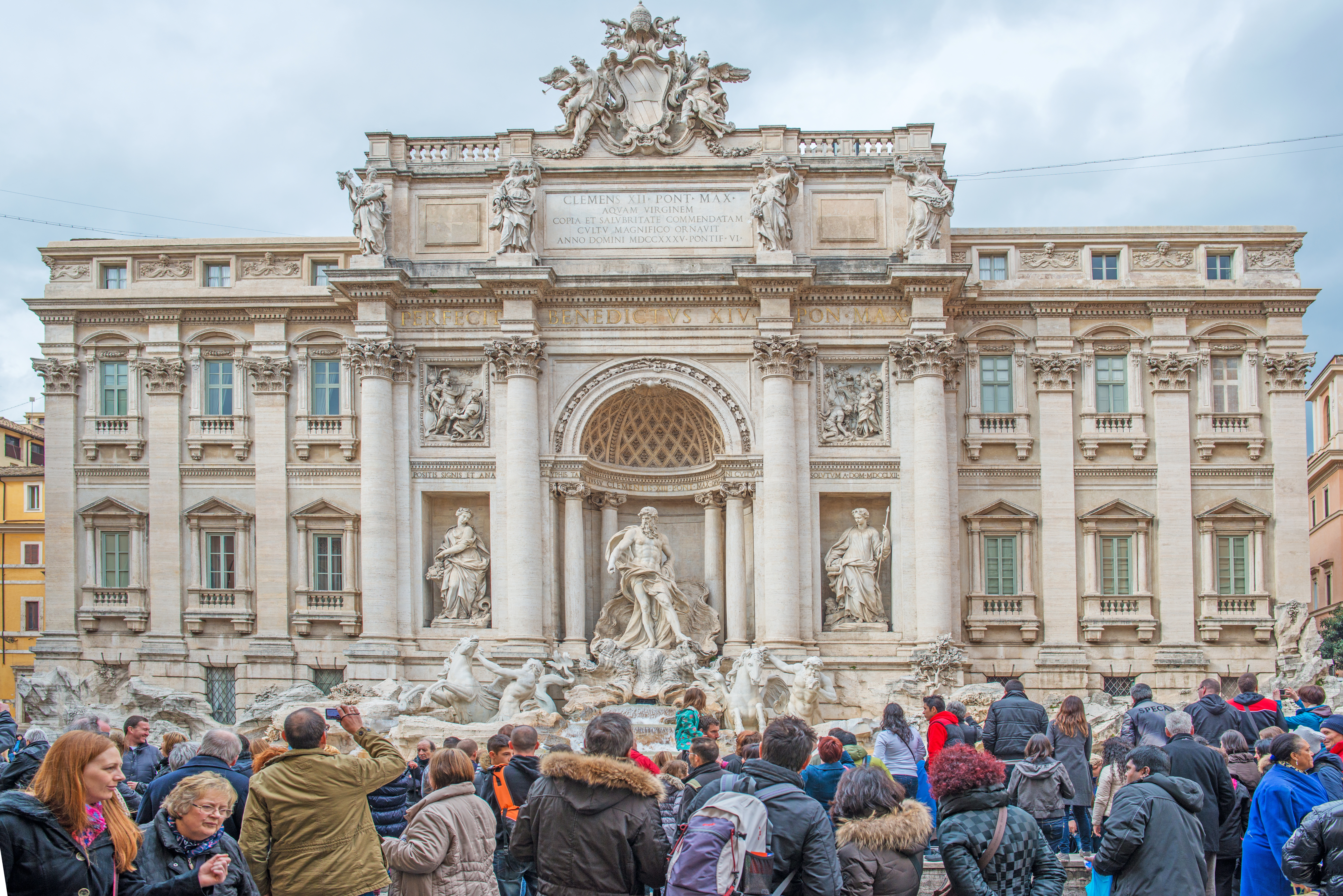
Fontana di Trevi, februari 2013

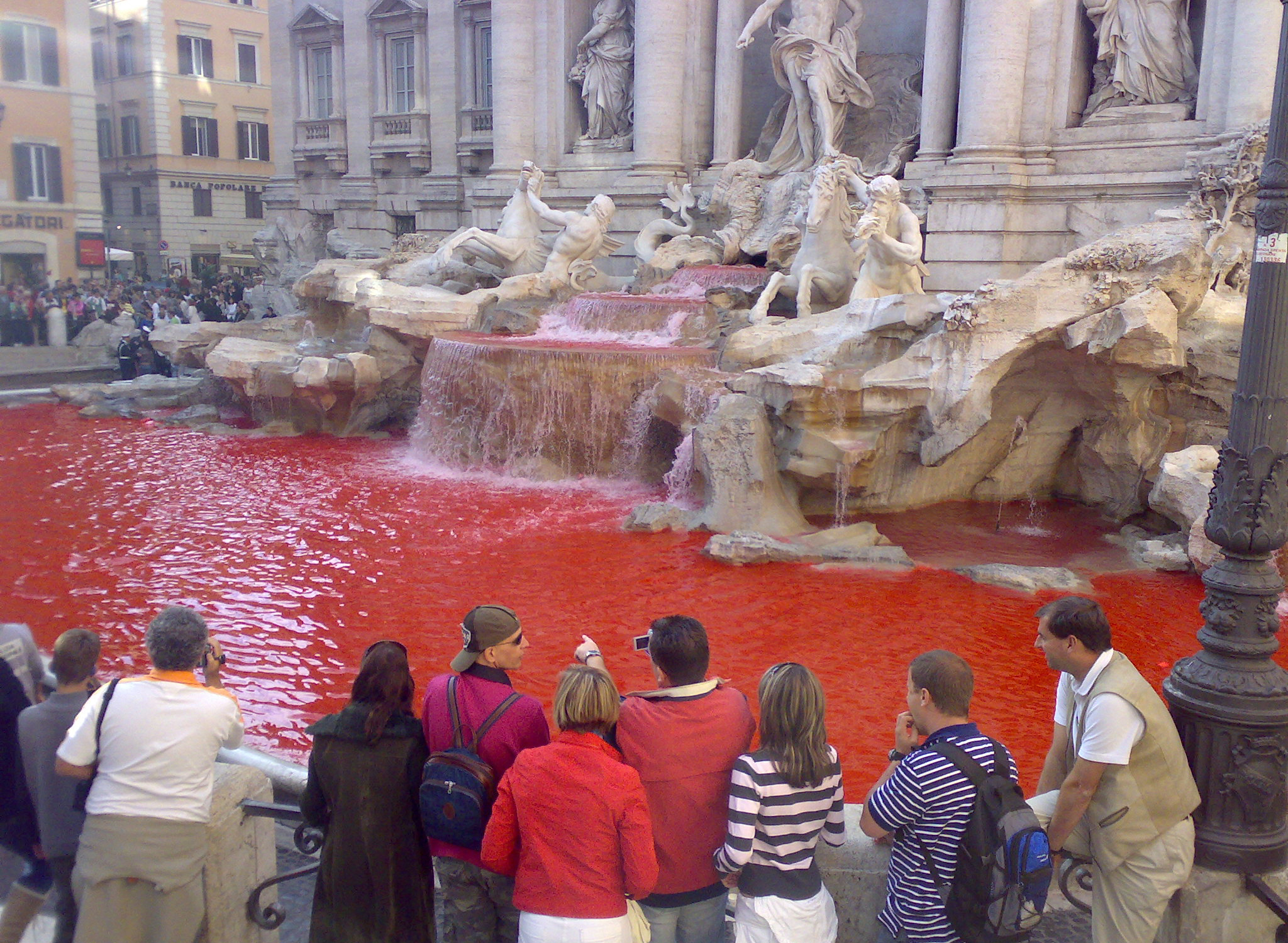
Vattnet i Fontana di Trevi färgat rött den 19 oktober 2007.

Fontana di Trevi, Trevifontänen, är en imposant fontänbyggnad belägen vid Piazza di Trevi i centrala Rom. Den projekterades av Giovanni Lorenzo Bernini och fullbordades av Nicola Salvi 1762. Trevi är en etymologisk förvanskning av trivio, ungefär "tre gator" (ursprungligen sammanstrålade tre gator på torget (piazzan) framför fontänen).

## Beskrivning
Fontana di Trevi består av en stor bassäng, ur vilken klippor befolkade av vattenväsen reser sig. Den ligger nedsänkt, och de tre sidorna fungerar som åskådarplatserna på en teater. En skärmfasad (placerad på bakre fasaden till Palazzo Poli), utformad som en triumfbåge med en stor nisch i mitten, bildar fond. Bassängen anlades av Bernini omkring 1640, men fullbordades i enlighet med ett projekt av Nicola Salvi 1732-1762. Den år 19 f.Kr. uppförda akvedukten Aqua Virgo förser Fontana di Trevi med vatten.
Salvis program för skulpturerna är bevarat. Det har som huvudtema vattnets närvaro överallt. Havens stora vattenmassor symboliseras av Okeanos, den stora mansfiguren i centrum. Vattnet i luften finns i kaskadernas vattenstänk. Vattnet i jordens innandöme kan ses sippra fram ur sprickor i klippan. Det är på en gång livgivande och destruktivt. De båda hästlika väsendena som är spända för Okeanos vagn symboliserar dualiteten: en av dem är tyglad och lugn, den andra vild och obändig. I mindre skala ses samma processer verka i plantorna, som spirar i skrevorna och i det vittrande högra hörnet av palatset.
I de flankerande nischerna ses personifikationen av "Fruktbarheten" och "Hälsan", eftersom akveduktens vatten ansågs hälsobringande. Relieferna på palatsfasaden berättar om den antika akveduktens tillkomst: Legendens jungfru (latin virgo, italienska vergine) pekar ut källan för de romerska soldaterna, och Agrippa övervakar bygget. Ytterligare skulpturer personifierar naturens rikedom. De håller frukter, sädesax, druvor och blommor. Personifikationen av Fama (ryktet) kröner Clemens XII:s (1730-1740) heraldiska vapen; det sattes upp 1735, medan de övriga skulpturerna var på plats 1762.

## Senare ändringar
Bernini hade placerat bassängen så att den skulle kunna ses från påvepalatset på Quirinalen. Detta samband bröts på 1860-talet, när juveleraren Agostino Castellini lät uppföra sitt stora palats på piazzans östra sida. Det ersatte en bebyggelse som behållits låg, när fasaderna på de andra sidorna sköt i höjden under 1700-talet. Rester av en medeltida portik är synliga i huset mittemot fontänen. Från Piazza dei Crociferi kan man fortfarande få en skymt av Quirinalpalatsets utsiktsaltan, numera krönt av republikens flagga. Den med kolonner prydda kyrkofasaden vid piazzans ena hörn tillhör Santi Vincenzo ed Anastasio, ritad av Martino Longhi d.y.
Fontänen är ett mycket populärt turistmål och det finns olika teorier om vilken effekten blir av att kasta mynt i fontänen och hur många mynt man ska kasta. Enligt ursprungslegenden gäller dock att man försäkrar sig om att få komma tillbaka till Rom om man kastar i ett mynt.
Fontana di Trevi förekommer i Federico Fellinis film Det ljuva livet (La Dolce Vita) där Anita Ekberg tar sitt berömda bad i fontänen. När Marcello Mastroianni, som var hennes motspelare i filmen, gick bort 1996 stängdes fontänen av och sveptes i svart. Att bada i Fontana di Trevi är idag förbjudet.